# Hey Jude
"Hey Jude" là một bài hát do Paul McCartney sáng tác và được ghi là Lennon-McCartney đồng sáng tác, phát hành dưới dạng đĩa đơn bởi The Beatles vào năm 1968. Với tựa đề ban đầu "Hey Jules", McCartney đã viết bản ballad này để an ủi con trai của John Lennon, Julian khi cha mẹ cậu ly hôn.
"Hey Jude" là đĩa đơn đầu tiên được phát hành bởi hãng thu âm của The Beatles, Apple Records. Với độ dài hơn 7 phút, vào thời điểm đó nó là đĩa đơn dài nhất đã đạt quán quân tại các bảng xếp hạng ở Anh. Nó cũng chiếm lĩnh vị trí số một tại Mỹ trong 9 tuần - thời gian dài nhất đối với một đĩa đơn của The Beatles khi đạt quán quân ở Mỹ. Đĩa đơn đã bán được xấp xỉ 8 triệu bản và thường xuyên được đưa vào danh sách của giới chuyên môn như một trong những ca khúc hay nhất mọi thời đại.
"Hey Jude" khởi đầu với cấu trúc verse-bridge (AABA) với giọng hát của McCartney và đệm piano; những chi tiết được đưa thêm vào trong bài hát để phân biệt giữa các phần. Sau đoạn verse (đoạn chính) thứ tư, ca khúc chuyển sang một đoạn coda (đoạn kết) theo lối tắt dần (fade-out) kéo dài hơn 4 phút.

## Xếp hạng
| Bảng xếp hạng (1968)    | Vị trí cao nhất |
| ----------------------- | --------------- |
| Austrian Singles Chart  | 1               |
| Norwegian Singles Chart | 1               |
| Swiss Singles Chart     | 1               |
| UK Singles Chart        | 1               |
| U.S. Billboard Hot 100  | 1               |